# Variable Delta Scuti
Una variable Delta Scuti (també coneguda com a nana cefèida, estrella AI Velae, o estrella AI Velorum) és una estrella variable que mostra variacions en la seva lluminositat a causa de pulsacions radials i no radials de la superfície de l'estrella. Les fluctuacions típiques de la seva claror van des de 0,003 a 0,9 magnituds en V en un període de poques hores, per bé que l'amplitud i un període de les fluctuacions poden variar molt. Les estrelles són normalment dels tipus A0 a l'F5, estrelles gegants de la seqüència principal.
El prototipus d'aquesta classe d'estrelles variables és Delta Scuti, que exhibeix fluctuacions del seu esclat des de +4,60 a +4,79 en magnitud aparent amb un període de 4,65 hores. Altres variables Delta Scuti ben conegudes són Vega (α Lyrae), Denebola (β Leonis) i β Cassiopeiae.
Les estrelles AI Velorum tenen una amplitud major (voltant 1,2) i un període d'1-5 hores.